# ماو آبي
ماو آبي (باليابانية: 阿部真央؛ بالكانا: あべ まお) هي مغنية مؤلفة وملحنة يابانية، ولدت في 24 يناير 1990 في أويتا في اليابان.

## وصلات خارجية
- الموقع الرسمي
- ماو آبي على موقع ميوزك برينز (الإنجليزية)
- ماو آبي على موقع ANN person (الإنجليزية)